# فيروس القنبيط
فيروس القنبيط (بالإنجليزية: Caulimovirus)‏ هو جنس فيروسات ينتمي لفصيلة فيروسات القنبيط، هناك حاليا عشرة أنواع في هذا الجنس منها فيروس تبرقش القنبيط وتشمل الأمراض المرتبطة بهذا الجنس شفافية العروق (بالإنجليزية: Vein clearing)‏.